# Il marito in collegio (film)
Il marito in collegio è un film del 1977 diretto da Maurizio Lucidi, tratto dall'omonimo romanzo di Giovannino Guareschi (1944).

## Trama
Provincia veneta, 2 giugno 1976. Festa della Repubblica. È giorno di giubilo per molti ma non per donna Leo Madellis e la sua spiantata famiglia, di tradizioni e fedeltà monarchiche. Ad aggiungere ulteriore mestizia a questa giornata è la telefonata di Casimiro Zanin, ricco "plebeo, repubblicano" proprietario di un salumificio, imparentato con la famiglia Madellis il quale convoca la nipote Carlotta per il giorno successivo al fine di fare il punto su alcune questioni ereditarie. Lo zio Casimiro aveva in effetti imposto alla giovane Carlotta di trovarsi un marito entro un anno ma la ragazza non si era piegata.
Recandosi dallo zio, Carlotta si ferma presso un distributore di carburante dove lavora il romano Camillo Proietti, di umili origini, abile in piccoli raggiri ai danni dei propri clienti e particolarmente invaghito della ragazza.
Casimiro Zanin, anziano e preoccupato per l’avanzare inesorabile del tempo, di fronte ai tentennamenti di Carlotta, decide di concederle un ulteriore perentorio termine di tre giorni per trovare marito e sposarsi pena l’esclusione dall'eredità.
Dopo l’incontro con lo zio, Carlotta si ferma nuovamente alla stazione di servizio e, discutendo con Camillo, ha l’idea di “offrirgli una possibilità di cambiare vita”, ossia sposarsi. Camillo riesce a conquistare uno scettico e titubante zio Casimiro il quale, anche se non particolarmente esaltato dalle condizioni socioeconomiche del giovane, scopre in lui delle qualità degne di nota e preme quindi per una rapida celebrazione del matrimonio.
Carlotta presenta il fidanzato alla famiglia Madellis ma il giovane impressiona sfavorevolmente per le maniere poco eleganti. Per rispettare i patti con lo zio Casimiro e, tuttavia, per evitare che la gente di rango venga a conoscenza di questo matrimonio così disonorante, i Madellis decidono che questo venga celebrato nottetempo e in gran segreto.
Durante il viaggio di nozze Camillo viene tenuto costantemente in disparte e isolato da Carlotta. Camillo decide allora di recarsi dallo zio Casimiro per lamentarsi del trattamento ricevuto. Lo zio, presentendo che il matrimonio non è altro che un’abile manovra dei Madellis per incassare l’eredità, decide di modificare il testamento designando come unico erede il futuro figlio di Carlotta e di Camillo. I Madellis, anche se controvoglia e spinti dal puro interesse patrimoniale, accettano che Carlotta abbia un figlio da Camillo ma, per una questione di decoro e di dignità famigliare, decidono che Camillo debba prima ricevere una formale educazione.
Durante una cena organizzata con il solo scopo di metterlo in imbarazzo, Camillo abbandona la tavola. Carlotta, sentendosi in colpa per il trattamento ricevuto dal marito, lo segue e i due si confidano. Camillo dichiara di provare un tenero affetto nei confronti della ragazza mentre lei ammette di non poterlo amare perché non lo considera “degno” a causa della sua mancanza di educazione, di cultura e di saper vivere. Per educare e raffinare Camillo, Carlotta, spalleggiata dalla nonna Leo, decide di mandarlo in un collegio a Lugano dove potrà ricevere l’educazione necessaria per proseguire felicemente il loro matrimonio.
Mentre per Camillo la vita in collegio scorre tra pochi alti e tanti bassi, a casa Madellis arriva il ricco barone Filippo Pancaldi d'Entreves il quale viene accolto con tutti gli onori del caso da donna Leo che vorrebbe accasarlo con Carlotta.
Il giorno del compleanno di Carlotta, Camillo evade dal collegio per farle una sorpresa ma né la ragazza né donna Leo apprezzano il gesto. In effetti le due donne hanno omesso di dire al barone Pancaldi che la ragazza è già sposata e la comparsa di Camillo potrebbe rovinare tutti i loro piani. Camillo viene quindi presentato come un cugino mattacchione al barone Pancaldi. Durante la festa di compleanno Carlotta, corteggiata dal petulante e noioso barone, scopre di essere gelosa di Camillo quando questo si apparta con la contessina Robinia, cugina di Carlotta.
Camillo ritorna in collegio e, approfittando della sua assenza, donna Leo incontra segretamente il barone Pancaldi per escogitare un piano per sbarazzarsi dell'ingombrante marito. Ma il barone Pancaldi è in realtà un truffatore professionista convinto che la famiglia Madellis sia ricchissima. La presenza di un marito è un ostacolo alla realizzazione del suo progetto truffaldino e, quindi, decide di assecondare donna Leo. Con uno stratagemma il finto barone fa rapire Camillo.
Intanto lo zio Casimiro ha scoperto che i Madellis hanno esiliato il povero Camillo in collegio e, su tutte le furie, decide di modificare nuovamente il suo testamento pretendendo un erede entro nove mesi. Donna Leo comunica a Casimiro che ormai non hanno più bisogno dei suoi soldi perché Carlotta sta per sposare il ricchissimo barone Pancaldi. Ma proprio lo zio Casimiro rivela a donna Leo e ai Madellis che il Pancaldi è un noto ladro e truffatore ricercato a livello internazionale.
Il “barone” Pancaldi sentendosi ormai braccato decide di chiedere alla famiglia Madellis un riscatto per liberare Camillo il quale, però, riesce a scappare. Viene subito riacciuffato dal barone che, però, viene fermato poco dopo dalla polizia svizzera per un banale eccesso di velocità. Camillo riesce abilmente a seminare zizzania tra il barone e i gendarmi svizzeri i quali finiscono per arrestare il truffatore.
Camillo, ormai libero, torna a lavorare alla stazione di servizio ben deciso a chiudere ogni rapporto sia con Carlotta che con la famiglia Madellis. Carlotta, fermamente intenzionata a riconquistare Camillo, si reca al distributore chiedendo a Camillo di tornare a casa ma questo finge disinteresse. Carlotta, furiosa, impone al marito di tornare a casa entro sera altrimenti chiederà la separazione legale e Camillo sarà costretto a pagare anche gli alimenti. Camillo si presenta a casa Madellis per la cena ma, ormai conscio della sua importanza per il benessere economico della famiglia, impone loro una cena fuori dagli schemi e dall'etichetta.
Camillo, soddisfatto, lascia casa Madellis per tornare alla stazione di servizio dove deve effettuare il turno di notte. Viene raggiunto da Carlotta e i due, ormai veramente uniti, brindano al loro futuro e finalmente possono congiungersi carnalmente.

## Curiosità
Originariamente Ciccio Ingrassia avrebbe dovuto interpretare il ruolo di Giusmaria, successivamente affidato a Gastone Pescucci.